# Josef Schütz
Josef Schütz, född 16 november 1920 i Marijampolė, Litauen, död 11 april 2023 i Brandenburg an der Havel, Tyskland, var en tysk före detta Rottenführer i Waffen-SS. Mellan 1942 och 1945 tjänstgjorde han som vakt i koncentrationslägret Sachsenhausen. 
I oktober 2021 ställdes Schütz inför rätta för medhjälp till mord i 3 518 fall. I juni året därpå dömdes han till fem års fängelse.